# Eumerus palaestinensis
Eumerus palaestinensis är en tvåvingeart som beskrevs av Stackelberg 1949. Eumerus palaestinensis ingår i släktet månblomflugor, och familjen blomflugor.
Artens utbredningsområde är Israel. Inga underarter finns listade i Catalogue of Life.